# 欧州環境機関
欧州環境機関（おうしゅうかんきょうきかん、英語：European Environment Agency、略称：EEA）は、欧州連合の専門機関のひとつ。1994年に設立され、本部はデンマークのコペンハーゲンに所在している。日本語名称には他に欧州環境庁がある。

## 概要
欧州環境機関の運営は、参加国政府の代表と欧州委員会の代表1名、欧州議会が任命した2人の科学者で構成される管理役員会が行い、科学者である役員の補佐を受ける。
欧州環境機関は EEC 規則（欧州連合理事会の環境理事会）1210/1990（のちに EEC 規則 933/1999 の修正を受けている）により設立、1994年に業務を開始した。本部はデンマークのコペンハーゲンに置かれている。
欧州連合の専門機関として、加盟国は自動的に参加することになるが、先述の規則では欧州連合非加盟国の参加についても、その国と欧州共同体との間で合意されれば認められる。
欧州連合の専門機関として、2004年の欧州連合の拡大以前の13の加盟候補国にその参加資格を与えた例としては初めてのものである。

## 加盟国
2013年現在、欧州環境機関に参加しているのは次の国々である。
- 欧州連合加盟28か国
- 欧州連合外の加盟国
  -  アイスランド
  -  リヒテンシュタイン
  -  ノルウェー
  -  スイス
  -  トルコ
- 協力国
  -  アルバニア
  -  ボスニア・ヘルツェゴビナ
  -  コソボ
  -  北マケドニア
  -  モンテネグロ
  -  セルビア

## ETC/ACC
大気及び気候変動に関する欧州トピックセンター (ETC/ACC) は欧州連合の大気汚染と気候変動に関する分野の政策を支える欧州環境機関を補助する役割を持つ。ETC/ACC は14の機関による協同組織で、2001年に欧州環境機関が設置、年間200万ユーロの予算規模を持ちオランダの国立公衆衛生環境研究所の外局である環境・自然計画局 (RIVM-MNP) が主導している。2004年3月、欧州環境機関は ETC/ACC の協調関係を2006年まで延長した。
ETC/ACC は欧州連合の大気汚染物質排出や大気環境、気候変動問題に対する政策の進展について報告をまとめている。ETC/ACC は欧州環境機関が発表する報告書の作成に加わり、環境の現況に関するデータを収集し、欧州大気環境観測網の調整にあたりその報告義務を負う。
ETC/ACC はまた、ヨーロッパにおいて開発・使用される大気環境・大気汚染分散モデルを網羅するモデル文書システム (MDS) のオンラインでのコピーを整備する。MDS の目録は関連する技術的詳細とともに各種モデルの名称、説明やモデルへの接触の方法を示している。MDS はギリシャ・テッサロニキのアリストテレス大学教授ニコラス・ムシオプロスにより開発が進められた。